# مات كونورز (رسام)
مات كونورز (بالإنجليزية: Matt Connors)‏ هو رسام أمريكي، ولد في 1973 في شيكاغو في الولايات المتحدة.

## وصلات خارجية
- الموقع الرسمي